# Émilien Richaud
Pour les articles homonymes, voir Richaud.
Émilien Jules Marius Richaud (né le 18 août 1885 à Marseille et mort le 15 mars 1958 à Tallard, est un acteur français de théâtre et de cinéma.

## Biographie
Après des études de commerce à l'École supérieure de commerce de Marseille de 1904 à 1906 et avoir joué au théâtre, essentiellement au Théâtre de la Porte-Saint-Martin et en tournées, Émilien Richaud commence sa carrière au cinéma en 1913 dans des films d'Henri Fescourt et de Louis Feuillade. Il ne joue pas pendant la Première Guerre mondiale et tourne de nouveau à partir de 1919. 
Mon Ciné lui consacre sa une le 8 avril 1926 et le 26 avril 1928 et Cinémagazine dit de lui dans un article publié en 1928 : « Émilien Richaud excelle dans les rôles de composition ; il fut de La Pocharde et on n'a pas oublié son baron Papillon de Belphégor, Collot d'Herbois dans Napoléon... ».
En 1928, il est élu vice-président de l'Amicale des artistes cinégraphistes dont il était auparavant le secrétaire puis le trésorier. Après la sortie du dernier film muet de Gaston Ravel, Madame Récamier, en mai 1928, son nom disparaît de l'affiche. L'avènement du cinéma parlant à partir de 1929 semble avoir été fatal à sa carrière. En mars 1932, Émilien Richaud donne une dernière interview à la presse où il s'inquiète de l'avenir du cinéma français, puis on perd sa trace. Il avait alors 46 ans.

## Filmographie
- 1913 : L'Agonie de Byzance de Louis Feuillade
- 1913 : Les Deux médaillons, d'Henri Fescourt
- 1914 : La Voix qui accuse, film en 2 épisodes d'Henri Fescourt - Épisode 1 : Gaston Béraut
- 1919 : La Destinée de Jean Morénas, de Michel Verne : Pierre Morénas
- 1921 : La Pocharde, d'Henri Étiévant : Jean Berthelin
- 1921 : Tartarin sur les Alpes, d'Henry Vorins : Malinoff
- 1921 : Mea culpa, de Georges Champavert
- 1923 : La Brèche d'enfer, d'Adrien Caillard : le capitaine Castagnède
- 1924 : La Cité foudroyée, de Luitz-Morat : Cuivredasse
- 1924 : Le Miracle des loups, de Raymond Bernard : Commines
- 1924 : Les Premières armes de Rocambole, de Charles Maudru : le comte de Chamery
- 1924 : Les Amours de Rocambole, de Charles Maudru : le comte de Charmery
- 1924 : L'Enfant des halles, de René Leprince : le docteur
- 1925 : Les Misérables, d'Henri Fescourt : Bamatabois
- 1925 : Madame Sans-Gêne, de Léonce Perret : Raynouard
- 1925 : Le Diable dans la ville, de Germaine Dulac : un fou
- 1926 : Simone, d'Émile-Bernard Donatien : l'avocat Chaintreau
- 1926 : Titi 1er, roi des gosses, film en 4 époques et 8 chapitres de René Leprince
- 1926 : Destinée, d'Henry Roussel
- 1927 : Napoléon vu par Abel Gance : le révolutionnaire Brissot / Collot d'Herbois
- 1927 : Belphégor, d'Henri Desfontaines : le baron Papillon
- 1928 : Madame Récamier, de Gaston Ravel : le général Bernadotte